# Karl Julius Perleb
Karl Julius Perleb, nebo také Carl Julius Perleb, (20. května 1794, Kostnice – 11. června 1845, Freiburg im Breisgau) byl německý botanik a přírodovědec.

## Životopis
Studoval v období 1809 až 1811 na Albert-Ludwigs-Universität a promoval na doktora filozofie a v roce 1815 z medicíny. Poté pobýval ve Vídni. V roce 1818 habilitoval a od roku 1821 byl mimořádným profesorem a od 1823 řádným profesorem. V roce 1826 se stal ředitelem botanické zahrady ve Freiburgu a v roce 1838 prorektorem místní univerzity.
Publikoval řadu vědeckých prací a byl přítelem historika Heinricha Schreibera (1793–1872).

## Dílo
- De horto botanico Friburgensi, 1829